# پارتی (فیلم ۱۹۶۸)
مهمانی یا پارتی (به انگلیسی: The Party) فیلمی فیلمی کمدی ساختهٔ بلیک ادواردز محصول سال ۱۹۶۸ ایالات متحدهٔ آمریکا است.
این فیلم امروزه یک کمدی کلاسیک کالت محسوب می‌شود.

## داستان
داستان دربارهٔ یک بازیگر هندی‌الاصل دست‌وپاچلفتی است که به‌اشتباه به یک میهمانی مجلل در هالیوود دعوت می‌شود و با ورود خود به آنجا و کارهایش، که ناشی از سادگی اوست، میزبان و همچنین یک گروه فیلم‌سازی را دچار مشکل می‌کند و حوادث مضحکِ بسیاری به‌وجود می‌آورَد.